# 敷き詰めパズル
敷き詰めパズル（しきつめパズル）とは、指定された幾つかのピースを、指定された枠内に平面的にすべて配置することを目的としたパズル。シルエットパズルの一種と考えられるものもある。
最も代表的なものは、6×10の枠の中にペントミノ全12種類を敷き詰めるもので、世界的にもよく知られている。日本で身近な例の1つは、畳の敷き詰めである。ガードナーやゴロムらは、チェス盤の対角線の隅のマス目2つを除いた図形を、（畳と同形である）ドミノで敷き詰め不可能であることの証明を与えた:4。
他には、レンガが数個ずつくっついたものを指定された形にする「brick by brick」や、世界パズルコンテスト優勝作品「PENCIL」などがある。

## 種類
- ドミノタイリング
- ルジンの問題
- タントリックス